# Raimondo Caldora
Raimondo Caldora (* nach 1369; † 20. Dezember 1449) war ein italienischer Adliger, Condottiere, Leutnant und königlicher Ratsherr.

Wappen der Familie Caldora

Er war Baron von Borrello, Casolla, Castel del Giudice, Castiglione Messer Raimondo, Civitaluparella, Colledimezzo, Fallo, Montelapiano, Pescopennataro, Pizzoferrato, Quadri, Rocchetta a Volturno, Rosello, Sant’Antimo, Taranta Peligna und Villa Santa Maria und Großkammerherr des Königreichs Neapel.

## Leben
Raimondo VI. Caldora war der drittgeborene Sohn von Giovanni Antonio Caldora und Rita Cantelmo. Sein Geburtsdatum liegt nach 1369, da er der jüngere Bruder des berühmten Condottiere Jacopo Caldora war.
Im Jahr 1436 reiste er nach Florenz, um Papst Eugen IV. zu treffen. Später wurde er von der Republik Genua kontaktiert, um ein Bündnis gegen die Aragonier zu schließen. Zuvor hatte er als Leutnant der Söldnertruppe seines Bruders Jacopo an mehreren Schlachten teilgenommen.
Am 15. November 1439 versammelte er sich in Sulmona in der Kirche Santo Spirito al Morrone, um dem Begräbnis seines Bruders Jacopo Caldora beizuwohnen, der während der Belagerung von Colle Sannita plötzlich verstorben war. Gegen Ende des Jahres wuchs seine Macht im Königreich Neapel, als er von König Renatus von Anjou-Valois zum Ratsherrn und Großkammerherrn ernannt wurde. Auf diese Weise hoffte der neapolitanische Herrscher, die Loyalität seines widerspenstigen Neffen Antonio Caldora, des ältesten Sohnes seines Bruders Jacopo, gegenüber den Anjou nutzen zu können.
Im März 1440 weigerte sich Antonio Caldora, dem Konstabler Santo Maddaloni zu Hilfe zu kommen, der in Aversa von Alfons V. von Aragón, dem Anführer der Aragonier und Thronprätendenten des Königreichs Neapel, belagert wurde, weil ihm das Geld für den Sold seiner Soldaten fehlte. König Renatus versuchte vergeblich, seinen Onkel Raimondo zu überreden. Am 6. Juli veranstaltete Renatus in seinem Lager ein Bankett, zu dem er Antonio einlud; am Ende beschuldigte er ihn des Verrats und ließ ihn einkerkern. Als Reaktion drohten die Truppen Antonios sich auf die Seite des Feindes zu schlagen und zwangen den König den Streit friedlich beizulegen. Raimondo Caldora vermittelte zwischen den beiden Parteien und erreichte die Freilassung seines Neffen, der versprach, Neapel zu verlassen und sich dem Heer in den Abruzzen anzuschließen. Antonio hielt sich jedoch nicht an sein Versprechen: Er versammelte seine Armee bei Ponte della Maddalena und weigerte sich in die Abruzzen zurückzukehren. Nachdem er zusammen mit seinem Neffen in die Reihen der Aragonier übergelaufen war, erhielt er den Auftrag, Ortona zu belagern. Die Belagerung scheiterte jedoch durch das Eingreifen von Alessandro Sforza, Francescos Bruder, der sich auf die Seite der Anjou stellte, die ihn gefangen nahmen. Er wurde nach Fermo überstellt, am 18. März 1442 befreit und kehrte mit seinem Neffen in die Reihen der Anjou zurück. Nach diesen Ereignissen gibt es keine nennenswerten Nachrichten mehr über ihn.
Er starb am 20. Dezember 1449 an der Pest.

## Nachkommen
Raymond Caldora heiratete Giulia Acquaviva, mit der er mehrere Töchter hatte, darunter Maria Caldora, die Paolo, den Neffen des Königs Renatus von Anjou-Valois, heiratete, und eine weitere Tochter, deren Identität unbekannt ist, die einen Neffen von Papst Eugen IV. heiratete.